# Хийденпортти (национальный парк)
Хийденпортти (фин. Hiidenportin kansallispuisto) — национальный парк в Финляндии, расположен в общине Соткамо, провинции Кайнуу. Был создан в 1982 году, площадь — 45 км². Для парка характерна смесь болот и сухих лесов. Две трети составляют хвойные леса, которым в среднем 100—150 лет, последние рубки производились лишь в начале XX века.

## Фауна
Постоянные обитатели парка включают в себя европейского бурого медведя, росомаху и обыкновенную рысь, евразийские волки лишь иногда случайно забредают сюда. Вдоль реки Порттийоки живёт канадский бобр. Из птиц распространены почти все северные виды: вьюрки, обыкновенные овсянки, кукши, глухари и рябчики. Более редкие виды: гуменник, серый журавль, скопа, чернозобая гагара, бородатая неясыть. В исследованиях, проведённых в 1992 г. в парке были замечены 164 вида больших и 186 видов малых бабочек.